# Alphabus (plateforme satellite)
Pour les articles homonymes, voir Alphabus (homonymie).
Alphabus est une famille de plateformes pour satellites de télécommunications dont le premier exemplaire est lancé en 2013. Cette plateforme est conçue pour les satellites de télécommunications d'une puissance de charge utile de 12  à   18 kW avec des masses au lancement comprise entre 6  et   8 tonnes, soit 40 % de plus que le plus gros Spacebus 4000 réalisé par Thales Alenia Space. Pour couvrir au mieux la série de missions prévues, la gamme des plateformes Alphabus comprend plusieurs options, telles que la propulsion électrique, et comporte des ressources modulables (panneaux solaires, radiateurs pour la dissipation thermique, etc.). La plateforme peut accueillir jusqu'à 190 transpondeurs haute puissance et des groupes d'antennes, et dispose d'un fort potentiel de croissance (puissance de charge utile de 20 kW et masse au lancement de 9 tonnes pour la gamme étendue).
La plateforme Alphabus est développée par Thales Alenia Space et Astrium Satellites et son développement est en partie financé par l'Agence spatiale européenne (ESA), par le biais de son programme technologique ARTES-8, et le Centre national d'études spatiales (CNES)). En 2011, le CNES et l'ESA décident d'engager les activités du projet Extension Alphabus pour étendre les capacités de cette plateforme.

## Caractéristiques principales
La conception de cette nouvelle plateforme satellite, réalisée en coopération entre les deux plus grands constructeurs de satellites européens, habituellement concurrents sur cette classe de satellites de télécommunications, prend en compte leurs meilleures expériences de leurs réalisations de plateformes antérieures : les familles Spacebus et Eurostar de Thales Alenia Space et Astrium Satellites, respectivement.
- La structure est basée sur un tube central (la colonne vertébrale du satellite) en sandwich nida-carbone, comme sur les Spacebus, et des panneaux complémentaires en sandwich nida-carbone ou aluminium (section : 2 800 mm × 2 490 mm ; interface lanceur : 1 666 mm).
- Une propulsion chimique à biergol avec une tuyère d'apogée de 500 N et 16 tuyères de 10 N ; des réservoirs d'ergols emportant un maximum de 4 200 kg d'ergol, et des réservoirs d'hélium de 2 × 150 litres.
- Une propulsion électrique avec des réservoirs de xénon (350 kg maximum) et des mécanismes d'orientation des tuyères.
- Des générateurs solaires avec 4 ou 6 panneaux avec cellules AsGa distribuant 50  et   100 V par un bus régulé ; un jeu d'accumulateurs modulaires lithium-ion.
- Un système de contrôle d'attitude et d'orbite (AOCS) avec gyroscopes, senseurs de soleil et viseur d'étoiles, roues de réaction.
- Un ordinateur de bord associé à un bus-1553.
- Un concept de charge utile modulaire comportant un module d'antennes permettant une adaptation facile aux missions et une efficacité d'intégration et d'essais.

## Alphasat I-XL

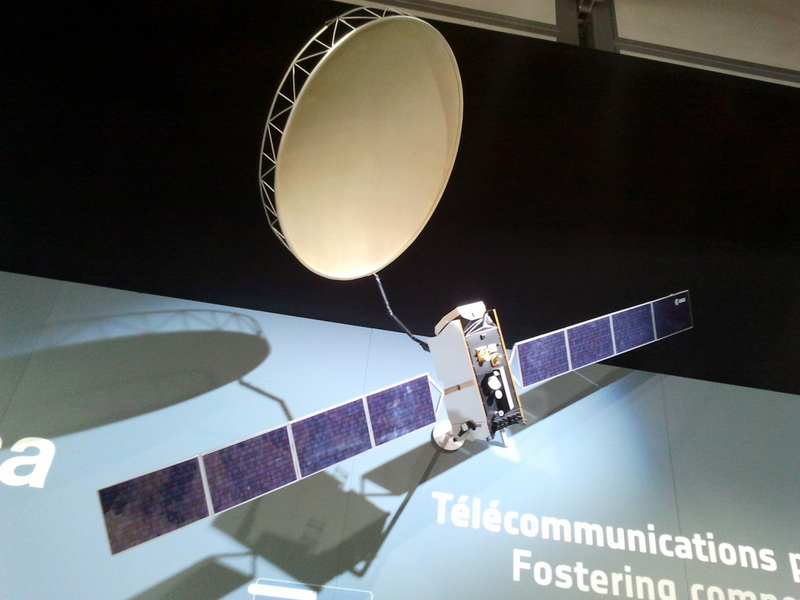
Maquette à l'échelle 1/10 Alphasat sur le stand de l'Agence spatiale européenne au Bourget 2013.

Alphasat I-XL est la première application de cette nouvelle plateforme. C'est un satellite commandé par Inmarsat le 23 novembre 2007 à Astrium Satellites.
Alphasat I-XL est un des plus grands satellites de télécommunications au monde. Il se caractérise par une nouvelle génération de processeur numérique de signal embarqué et d'un réflecteur d'antenne déployable de 12 mètres. La masse au lancement du satellite est de plus de 6 tonnes et sa puissance électrique est de 12 kW. Son lancement, initialement prévu en 2012, est reporté en 2013, avec une durée de vie nominale de 15 ans. Il sert à l'introduction d'une nouvelle génération de technologies mobiles et facilite les communications à travers l'Europe, l'Asie, l'Afrique et le Moyen-Orient, offrant un surcroît de capacité pour traiter plus de 750 canaux en bande L, ainsi qu'une meilleure qualité, en particulier au profit des usagers de téléphones satellites.
Alphasat I-XL emporte aussi des missions de démonstration technologique de l'ESA, en particulier un viseur d'étoiles, un terminal de communication laser pour liaisons intersatellites (cfr EDRSS), et une charge utile expérimentale en bande Q/V.

## Premier voyage pour Alphabus
Dans les derniers jours de janvier 2010, le premier module de service effectue son premier voyage, de Cannes à Toulouse, un voyage de trois jours, en convoi exceptionnel, constitué d’un camion de 20 m de long transportant le conteneur du satellite, plusieurs véhicules d’escorte et une escorte de police pour barrer les rues et organiser des déviations du trafic lors de la traversée des zones urbaines.

## Lancement
Le lancement d'Alphasat est réalisé le 25 juillet 2013 à bord d'un lanceur Ariane 5 ECA (VA214).